# 貯めてみせまショウ!
『貯めてみせまショウ!』（ためてみせまショウ!）は、安藤なつみによる日本の漫画作品。

## 概要
『るんるん』（講談社）において、1996年11月号から1997年5月号まで連載された。3人はバイトで出会い、それぞれの目的の為に貯金する。
連載終了後、長らく単行本が刊行されなかったが、2003年に同様に単行本に未収録だった「花丸忍法帳」も収録して発刊された。

## 登場人物
うらら
俳優志望の文学少女
時田
美少年
まりあ
怪力のお嬢様

## 書誌情報
安藤なつみ 『貯めてみせまショウ!』 講談社〈講談社コミックスなかよし〉、全1巻、2003年6月6日第1刷発行、ISBN 4-06-364021-3
- 「花丸忍法帳」も同時収録。